# Psilopogon rafflesii
El barbudo multicolor (Psilopogon rafflesii) es una especie de ave piciforme de la familia Megalaimidae propia de la península malaya, Sumatra y Borneo.  Se alimenta de caracoles del género Amphidromus.

## Hábitat y distribución
Su hábitat natural son los bosques húmedos de baja altitud tropicales. Puede encontrarse en la península malaya, Sumatra y Borneo e islas menores circundantes. Está en peligro debido a la destrucción de su hábitat. Aunque su población no ha sido cuantifiacada se sospecha que se encuentra en moderado declive y se considera poco común.